# Luis Ibarra Castillo
Luis Ibarra Castillo (nacido el 23 de febrero de 1953) es un ex boxeador panameño que ganó el campeonato de peso mosca de la Asociación Mundial de Boxeo.

## Carrera Profesional
Apodado "El Naja", Ibarra se convirtió en profesional el 20 de julio de 1975 cuando derrotó a su compatriota Antonio Walker por puntos en cuatro asaltos en el Gimnasio del Colegio Abel Bravo, el 30 de octubre de 1976 ganó el título Mosca de la Comisión de Boxeo Profesional Panamá en donde derrotó a su compatriota Enrique Torres por decisión mayoritaria en doce asaltos en la Arena de Colón, el 17 de noviembre de 1979 ganó el título mundial de peso mosca de la AMB cuando venció por decisión mayoritaria al venezolano Betulio González en Maestranza Cesar Giron. Perdió el cinturón en su primera defensa cuando fue noqueado por Tae-Shik Kim en el segundo asalto el 17 de febrero de 1980. Recuperó el título de peso mosca de la AMB con una victoria por decisión sobre Santos Benigno Laciar el 6 de junio de 1981. Nuevamente perdió el cinturón en su primera defensa ante Juan Herrera por nocaut técnico el 26 de septiembre de 1981. Se retiró al año siguiente, y tuvo un breve y fallido regreso en 1989 y 1990 en Colombia.

## Récord Profesional
| 26 Ganadas (9 knockouts), 5 Derrotas(3 knockouts), 0 Empates |        |                   |      |              |            |                                                        |                                    |
| Res.                                                         | Récord | Oponente          | Tipo | Round Tiempo | Fecha      | Lugar                                                  | Notas                              |
| P                                                            | 26-5   | Benedicto Murillo | TKO  | 6 (10)       | 1990-03-10 | Gimnasio Yuyin Luzcando, Betania, Panamá               |                                    |
| G                                                            | 26-4   | Roy Thompson      | UD   | 10 (10)      | 1989-11-11 | Arena Panamá Al-Brown, Colón, Panamá                   |                                    |
| P                                                            | 25-4   | Pedro Romero      | UD   | 10 (10)      | 1989-08-05 | Arena Panamá Al-Brown, Colón, Panamá                   |                                    |
| G                                                            | 25-3   | Ernesto Sánchez   | MD   | 10 (10)      | 1982-03-20 | Arena Panamá Al-Brown, Colón, Panamá                   |                                    |
| P                                                            | 24-3   | Juan Herrera      | TKO  | 11 (15)      | 1981-09-26 | Carte Clara Baseball Park, Mérida, México              | Pierde el título mundial Mosca AMB |
| G                                                            | 24-2   | Santos Laciar     | UD   | 15 (15)      | 1981-06-06 | Luna Park, Buenos Aires, Argentina                     | Gana el título mundial Mosca AMB   |
| G                                                            | 23-2   | Andrés González   | KO   | 1 (10)       | 1981-04-04 | Arena Panamá Al-Brown, Colón, Panamá                   |                                    |
| G                                                            | 22-2   | Donald Laguna     | KO   | 6 (10)       | 1981-01-07 | Gimnasio Nuevo Panamá, Juan Díaz, Panamá               |                                    |
| G                                                            | 21-2   | Modesto Gaytán    | TKO  | 1 (10)       | 1980-11-01 | Arena Panamá Al-Brown, Colón, Panamá                   |                                    |
| G                                                            | 20-2   | Amado Ursúa       | UD   | 10 (10)      | 1980-05-31 | Arena Panamá Al-Brown, Colón, Panamá                   |                                    |
| P                                                            | 19-2   | Kim Tae-shik      | KO   | 2 (15)       | 1980-02-17 | Jangchung Gymnasium, Seúl, Corea del Sur               | Pierde el título mundial Mosca AMB |
| G                                                            | 19-1   | Betulio González  | UD   | 15 (15)      | 1979-11-17 | Maestranza Cesar Giron, Maracay, Venezuela             | Gana el título mundial Mosca AMB   |
| G                                                            | 18-1   | Máximo Rodríguez  | DQ   | 6 (10)       | 1979-08-04 | Arena Panamá Al-Brown, Colón, Panamá                   |                                    |
| G                                                            | 17-1   | Tomas Maza        | TKO  | 2 (10)       | 1979-05-05 | Arena de Colón, Colón, Panamá                          |                                    |
| G                                                            | 16-1   | Prudencio Cardona | UD   | 10 (10)      | 1979-02-17 | Arena de Colón, Colón, Panamá                          |                                    |
| P                                                            | 15-1   | Prudencio Cardona | PTS  | 10 (10)      | 1978-06-20 | Barranquilla, Colombia                                 |                                    |
| G                                                            | 15-0   | Félix Madrigal    | PTS  | 10 (10)      | 1978-01-26 | Gimnasio Nacional Eddy Cortés, San José, Costa Rica    |                                    |
| G                                                            | 14-0   | Henry Díaz        | UD   | 10 (10)      | 1977-12-17 | Arena de Colón, Colón, Panamá                          |                                    |
| G                                                            | 13-0   | Rafael Pedroza    | UD   | 10 (10)      | 1977-10-01 | Arena de Colón, Colón, Panamá                          |                                    |
| G                                                            | 12-0   | Félix Madrigal    | TKO  | 6 (10)       | 1977-07-16 | Arena de Colón, Colón, Panamá                          |                                    |
| G                                                            | 11-0   | Mauricio Buitrago | SD   | 10 (10)      | 1977-04-01 | Arena de Colón, Colón, Panamá                          |                                    |
| G                                                            | 10-0   | Jaime Ricardo     | UD   | 10 (10)      | 1977-01-28 | Arena de Colón, Colón, Panamá                          |                                    |
| G                                                            | 9-0    | Enrique Torres    | UD   | 12 (12)      | 1976-10-30 | Arena de Colón, Colón, Panamá                          | Gana el título Mosca CBPP          |
| G                                                            | 8-0    | Carlos Ríos       | TKO  | 3 (10)       | 1976-09-18 | Gimnasio del Artes y Oficios, Ciudad de Panamá, Panamá |                                    |
| G                                                            | 7-0    | Juan Pimentel     | TKO  | 2 (10)       | 1976-09-04 | Arena de Colón, Colón, Panamá                          |                                    |
| G                                                            | 6-0    | Arnulfo Ayala     | TKO  | 2 (6)        | 1976-08-07 | Arena de Colón, Colón, Panamá                          |                                    |
| G                                                            | 5-0    | Ricardo Vega      | UD   | 6 (6)        | 1976-03-13 | Gimnasio Colegio Abel Bravo, Colón, Panamá             |                                    |
| G                                                            | 4-0    | Ulises Morales    | UD   | 4 (4)        | 1976-01-31 | Gimnasio Nuevo Panamá, Juan Díaz, Panamá               |                                    |
| G                                                            | 3-0    | Baby San Blas III | TKO  | 2 (4)        | 1975-11-29 | Gimnasio Nuevo Panamá, Juan Díaz, Panamá               |                                    |
| G                                                            | 2-0    | Antonio Walker    | UD   | 4 (4)        | 1975-10-18 | Estadio Juan Demóstenes Arosemena, Curundú, Panamá     |                                    |
| G                                                            | 1-0    | Antonio Walker    | PTS  | 4 (4)        | 1975-07-20 | Gimnasio Colegio Abel Bravo, Colón, Panamá             |                                    |